# Arrhenotoides dubouzeti
Arrhenotoides dubouzeti är en skalbaggsart som först beskrevs av Xavier Montrouzier 1861.  Arrhenotoides dubouzeti ingår i släktet Arrhenotoides och familjen långhorningar. Inga underarter finns listade.